# 猪俣勝人
猪俣 勝人（いのまた かつひと、1911年6月27日 - 1979年8月7日）は、日本の脚本家・映画監督、映画評論家。東京府出身。

## 生涯・人物
牛込出身。父が検事という厳格な家庭に育つ（のちに初期テレビドラマ『検事』の脚本も手がけている）。父の転任のたびに、長野、東京、千葉、新潟、福岡と転々とする。少年時代から学業を嫌い、文学書に親しみ、中学3年生の時には新聞『万朝報』の長編小説募集に応募、落選するもそれ以降は雑誌にの懸賞小説に毎年応募をし続けたが、当選することは一度もなかった。
日本大学芸術学部卒業後は、福岡で1年半ほど職に就けないでいたが、『九州日報』の短編小説募集で一等に入り、賞金5円を貰い、1934年に松竹蒲田撮影所にシナリオ・ライターの研究生として入社した。同期生の中では一番成績が悪かったが、最初の仕事に清水宏監督の『双心臓』を手掛ける。ただし、これはまったくの清水の口述筆記であり、本格的に創作となったのは『君にささぐ花束』『雨の夜の抱擁』などである。
他にも『おんなの暦』『男性対女性』など多数を書き、若手のホープとして撮影所長の城戸四郎にも眼をかけられる。しかしこの当時、一級監督が手掛けるのは新聞連載小説の映画化であり、オリジナルの脚本は二級監督にまわされた。脚本の出来にもかかわらず精彩を欠いた作品が多く、しかも会社側で勝手に題名なども変えてしまうなど、猪俣は大きな幻滅を抱くようになり、1942年に松竹を退社した。
その後、シナリオの独立を訴えて国民脚本社を創立する。終戦の影響で同社は解散したが、戦後もシナリオ・ライターは監督や会社に従属せず作家として強く自己主張すべきだとして、同志を集めてシナリオ文芸協会を設立した。また、雑誌『シナリオ文芸』を創刊して後進の育成に当たる。
1950年に『シナリオ文芸』が休刊すると、再びシナリオを書き、当時監督業に進出した俳優の佐分利信とコンビを組んで、1950年の『執行猶予』、1951年の『あゝ青春』『風雪二十年』を世に送り、また1952年、渋谷実監督の『現代人』のシナリオを手掛けた。『現代人』は脚本家としての代表作となった。
のちに自身も監督業に乗り出し、1958年の『荒城の月』でデビューする。1959年、スチュワーデスが殺害され、その最有力容疑者の外国人神父が国外に逃亡して迷宮入りになった現実の事件（BOACスチュワーデス殺人事件）を描いた意欲作『白か黒か』を発表するが、カトリック教会からの批判などで公開が短期に終わった。
その後はテレビドラマの脚本を多く執筆し、また母校の日本大学芸術学部の教壇に立った。
映画評論家として知られた田山力哉は従弟であり、共著がある。

## 主な作品

### 脚本
- こころ（市川崑監督）
- 火の鳥（井上梅次監督）
- 青色革命
- 慟哭（佐分利信監督）
- 大東京誕生 大江戸の鐘（大曽根辰保監督、脚本：岸生朗・柴英三郎、松竹、1958年、演：松本幸四郎）

### 監督
- 荒城の月

## 著書
単著
- 『世界映画名作全史〈戦前編〉』（現代教養文庫、1974年／社会思想社、1983年）
- 『世界映画名作全史〈戦後編〉』（現代教養文庫、1974年／社会思想社、1983年）
- 『世界映画名作全史〈現代編〉』（現代教養文庫、1975年／社会思想社、1984年）
- 『日本映画名作全史〈戦前編〉』（現代教養文庫、1974年）
- 『日本映画名作全史〈戦後編〉』（現代教養文庫、1974年）
- 『日本映画名作全史〈現代編〉』（現代教養文庫、1975年）
- 『黄金期の日本映画100選』（七つ森書館、2016年）- 主に1960年代の作品解説

### 共著
- 『世界映画作家全史（上・下）』（田山力哉共著、現代教養文庫、1979年）
- 『日本映画作家全史（上・下）』（現代教養文庫、1978年）- 以下も田山との共著
- 『世界映画俳優全史〈男優編〉』（現代教養文庫、1977年）
- 『世界映画俳優全史〈女優編〉』（現代教養文庫、1977年）
- 『日本映画俳優全史〈男優編〉』（現代教養文庫、1977年）
- 『日本映画俳優全史〈女優編〉』（現代教養文庫、1977年）